# عاصفة على لاوس
عاصفة على لاوس (بالإنجليزية: Storm Over Laos)‏ كتاب باللغة الإنجليزية كتبه الأمير سيسوك نا شامباساك عام 1961.

## الموضوع
وهو كتاب عن لاوس في الفترة من 1945 إلى 1961. ويتكلم بالتفصيل عن الحرب الأهلية اللاوسية، وكذلك عن ميليشيا الباثيت لاو وبدايتها (وهو تنظيم شيوعي قاتل حكومة لاوس الملكية خلال الحرب الأهلية).
كما تناول الصراعات في البلدان المجاورة في فيتنام والصين. وعن المسيرة الشيوعية نحو بيكين بقيادة ماو تسي تونغ والحكم الشيوعي للصين. 